# Middenweteringbrug
De Middenweteringbrug is een ophaalbrug gelegen in de Baambrugse Zuwe nabij het Utrechtse dorp Vinkeveen gemeente de Ronde Venen. De brug overspant het verbindingskanaal, "Middenwetering" dat de noordelijke en zuidelijke Vinkeveense plassen met elkaar verbindt en ligt ten oosten van het vierde zandeiland. 
Naast de rijbaan voor het snelverkeer in het midden zijn er twee fietsstroken. De brug wordt ter plekke bediend vanuit een brugwachtershuisje aan de westkant en is beveiligd met slagbomen. Indien de brugwachter niet aanwezig is kan hij door de scheepvaart worden opgeroepen met een drukknop bij de brug. De brug moet voornamelijk worden geopend voor de pleziervaart en bediening vindt in de zomer vaker plaats dan in de winter wanneer op bepaalde tijden geen bediening plaats vindt.
Er rijdt geen openbaar vervoer meer over de brug in verband met de filevorming op drukke zomerdagen. Aanvankelijk gold deze maatregel waarbij de hier toen rijdende buslijn werd verlegd over de zuidelijker gelegen Provinciale weg 201 alleen op zondagen maar sinds eind 2008 rijdt er helemaal geen bus meer over de Baambrugse Zuwe.